# El apóstol
El apóstol foi um filme de animação mudo, a preto e branco escrito, produzido e dirigido na Argentina pelo realizador Quirino Cristiani, estreou em 9 de novembro de 1917, e é considerado o primeiro longa-metragem de animação no mundo.
O filme é uma sátira política dirigida ao então Presidente da Argentina, Hipólito Yrigoyen e teve a honra de ser o primeiro filme de animação na história do cinema.
É um filme no qual não existem mais cópias na actualidade ―apesar de terem sido conservadas algumas imagens―, já que algumas foram perdidas num incêndio em 1926, e outras foram recicladas, como era habitual na época, com o celuloide a ser usado para a fabricação de pentes.
Para o filme foram utilizados 58 000 desenhos em 35 mm (uma taxa de 14 quadros por segundo), além de várias maquetes representando edifícios públicos como o Congresso da Nação Argentina, a Alfândega de Buenos Aires e o edifício das Obras Sanitárias da Nação, para além de inundar as ruas da cidade.
Os antecedentes deste filme estão nas curtas políticas de animação em stop motion que o autor realizava para a Actualidades Valle (produzido nos Laboratorios Valle e os antecessores foram conhecidos na série de notícias cinematográficas Sucesos Argentinos da década de 1940). Nestas curtas, Cristiani usou uma série de figuras de papelão fotografada no telhado de sua casa, para aproveitar a luz natural, como era feito na época. No filme, Quirino Cristiani participou como cartunista, Andrés Ducaud como cinematografista e Diógenes Taborda como desenhista.
Um documentário de 2007, intitulado Quirino Cristiani: The mystery of the first animated movies, dirigido pela animadora Gabriele Zucchelli, investigou a história do estúdio e recriou o visual e a técnica utilizada no filme El Apóstol.